# Asuka
Asuka (飛鳥時代) var en period i Japans historia mellan åren 500 och 710. Enligt myten drog i början av Asukaperioden en kulturhistorisk hjälte vid namn Yamato Takeru kring i landet och organiserade samhället. Vad som är historiskt belagt är att det japanska samhället under denna tid var organiserat enligt ett klansystem kallat Uji. Systemet var uppbyggt av Uji, det vill säga familjära eller pseudofamiljära organisationer som styrdes av ett familjeöverhuvud vars post gick i arv samt tillbedde en familjegud. Förmodligen var det ett system av Uji som omnämndes redan i boken Krönika över de tre kungadömena. Yamatostaten härstammade antagligen från ett kluster av mäktiga Uji. Inom Uji-systemet fanns två underordnade organisationsformer: tomo (gillen) och be (skrån). Under denna period byggdes en militärmakt upp enligt ett system däri ett bestämt antal hushåll var skyldiga att stå för ett visst antal utrustade och tränade soldater.

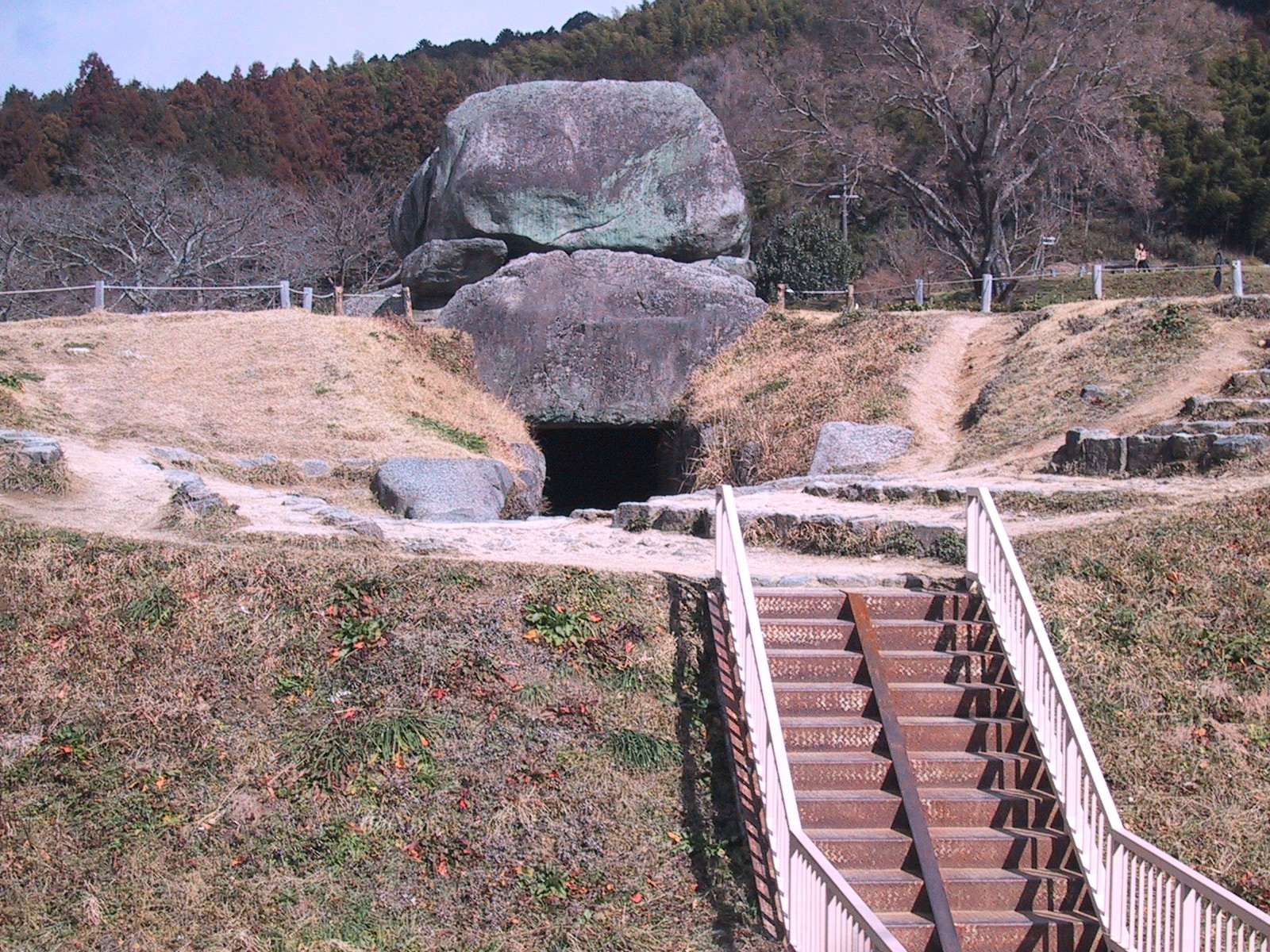
Grav från Asuka-perioden

Någon gång mellan 500-talet och 700-talet skrevs den klassiska diktsamlingen manyoushu ('tiotusen sidor') och det var också under Asukaperioden som buddhismen introducerades i Japan via Korea. Den första japanska lagtexten, Juushichijou no kenpo ('sjutton lagartiklar'), publicerades under denna tid av prins Shoutoku Taishi.
Genom Taikareformerna år 645 skapas grunden till ett politiskt och administrativt system baserat på den kinesiska Tangdynastin. Det kinesiska konceptet om att kejsaren regerar med himmelens mandat (det vill säga att kejsaren är avsättbar i den händelse att han inte handlar enligt himlens vilja) infördes. Man införde dock aldrig det kinesiska systemet med examinationer och tillsättande av tjänster inom statsförvaltningen utifrån förmåga. I stället fördelades alla poster inom adeln och var ärftliga. Man inför dock den kinesiska traditionen att flytta huvudstaden varje gång en kejsare dör, och när kejsaren dog år 710 flyttades huvudstaden till Nara vilket inledde Naraperioden.